# Верхотурская ГЭС
Верхоту́рская ГЭС — гидроэлектростанция на реке Туре, в посёлке Привокзальном Верхотурского района Свердловской области, у города Верхотурья. Принадлежит ПАО «Т Плюс», входит в состав её Свердловского филиала.

## Природные условия
Верхотурская ГЭС расположена на реке Туре (приток Тобола), в 818,5 км от её устья. Площадь водосбора реки в створе ГЭС составляет 5230 км². Водный режим Туры характеризуется высоким и продолжительным весенним половодьем, неустойчивой (прерываемой одним-двумя дождевыми паводками) летне-осенней и устойчивой зимней меженью. Половодье обычно начинается в апреле, его средняя продолжительность составляет 65 дней, в многоводные годы уровень подъёма воды над меженным уровнем превышает 5 м. Среднегодовой расход воды в реке составляет 29 м³/с, среднегодовой сток — 0,913 км³. Максимальный расход воды, с повторяемостью 1 раз в 1000 лет, оценивается в 1490 м³/с. Выше Верхотурской ГЭС на реке Туре расположены три гидроузла: Верхне-Туринский, Красноуральская плотина и Нижне-Туринский.
Климат района расположения ГЭС континентальный, с холодной многоснежной зимой и коротким дождливым летом. Минимальная годовая температура достигает −52°С, максимальная +36°С, годовая сумма осадков в разных частях бассейна водохранилища ГЭС составляет 550—670 мм. В основании сооружений ГЭС расположены слабо трещиноватые гранитодиориты.

## Конструкция станции
Конструктивно Верхотурская ГЭС представляет собой низконапорную плотинную гидроэлектростанцию с приплотинным зданием ГЭС. Сооружения гидроэлектростанции включают в себя глухие бетонные левобережную и правобережную плотины, водосливную плотину, станционную плотину и здание ГЭС, разделительный устой, отводящий канал. Общая протяжённость напорного фронта составляет 245,7 м. Установленная мощность электростанции составляет 7 МВт (по российским стандартам станция классифицируется как малая ГЭС), среднегодовая выработка электроэнергии — 32 млн кВт·ч.

### Глухие плотины
В состав сооружений Верхотурской ГЭС входят две глухие гравитационные бетонные плотины идентичной конструкции — левобережная и правобережная. Левобережная плотина имеет длину 45 м, ширину по гребню 5,75 м, максимальную высоту 24,4 м. Правобережная плотина имеет длину 30 м, ширину по гребню 1,5 м, максимальную высоту 19 м. В плотинах расположена потерна, для защиты от фильтрации в основании выполнена цементация.

### Водосливная плотина и разделительный устой
Водосливная гравитационная бетонная плотина расположена между правобережной глухой плотиной и разделительным устоем, предназначена для пропуска расходов воды, превышающих пропускную способность гидроагрегатов. Водослив плотины нерегулируемый — сброс воды происходит автоматически путём её перелива через верх плотины при превышении уровнем водохранилища отметки гребня плотины (112 м по Балтийской системе высот). Длина плотины — 128,5 м, ширина по основанию — 23,2 м, наибольшая высота — 26 м. Плотина рассчитана на максимальный пропуск воды в объёме 1130 м³/с.
Плотина разделена на два водосливных участка, разделённых бычком толщиной 3,5 м. Первый участок имеет длину 41 м, дно плотины за ним укреплено рисбермой из бетонных плит толщиной 1-1,5 м. Второй участок имеет длину 81,5 м, рисбермы за ним нет. Для уменьшения объёма бетона в низовой части плотины устроены ниши шириной 4,3 м, заполненные каменной кладкой. Ближе к верховой грани в теле плотины оборудована потерна, для защиты от фильтрации в основании плотины произведена цементация.
Разделительный устой расположен между станционной и водосливной плотинами. Длина устоя — 9,7 м, максимальная высота — 23,5 м. В низовой части устоя расположена повышающая подстанция, в верховой — шандорохранилище.

### Станционная плотина и здание ГЭС
Станционная гравитационная бетонная плотина размещена между разделительным устоем и левобережной глухой плотиной. Её длина — 32,5 м, ширина по гребню — 5,75 м, ширина по основанию — 17 м, максимальная высота — 26 м. В теле плотины устроена потерна, для защиты от фильтрации в основании выполнена цементация. В нижней части плотины расположены три водовода, подводящих воду к расположенным в здании ГЭС гидротурбинам. Размеры водоводов изменяются от 7,5×4 м вначале до 2,84×2,84 м в конце. Водоприёмные отверстия водоводов оборудованы сороудерживающими решётками и ремонтными плоскими колёсными затворами.
Здание ГЭС, состоящее из трёх агрегатных секций, непосредственно примыкает к низовой части станционной плотины. В машинном зале здания ГЭС размещены три вертикальных гидроагрегата с радиально-осевыми турбинами. Два гидроагрегата мощностью по 2,25 МВт американского производства, с турбинами фирмы S.Morgan Smith Co. и генераторами S21P515. Турбины работают на расчётном напоре 14 м, максимальный расход воды через каждую турбину — 21 м³/с. Один гидроагрегат отечественного производства, имеет мощность 2,5 МВт, с турбиной РО-123-ВБ-160 производства завода «Уралгидромаш» и генератором ВСГ 325/49-32 производства завода «Уралэлектроаппарат». Турбина работает на расчётном напоре 12-20 м с максимальным расходом воды 14 м³/с. Данный гидроагрегат включается в работу только в период паводка, по причине его неэкономичности и резкого снижения мощности при уменьшении напора. Отработавшая на гидроагрегатах вода сбрасывается в отводящий канал длиной 65 м, не имеющий бетонного крепления.
Генераторы производят электроэнергию на напряжении 6,3 кВ, которая преобразуется трансформаторами и подается в энергосистему по линиям электропередачи 35 кВ и 10 кВ.

### Водохранилище
Подпорные сооружения ГЭС образуют небольшое Верхотурское водохранилище, которое при нормальном подпорном уровне имеет площадь 3,18 км², длину 25 км, максимальную ширину 0,53 км. Полная и полезная ёмкость водохранилища составляет 12,39 и 8,29 млн м³ соответственно, что позволяет осуществлять суточное регулирование стока. Отметка нормального подпорного уровня водохранилища составляет 112 м над уровнем моря (по Балтийской системе высот), уровня мёртвого объёма — 108,5 м, форсированного подпорного уровня — 114,45 м.

## История строительства и эксплуатации
Проект Верхотурской ГЭС разработан институтом «Ленгидропроект». Возведение станции началось в годы Великой Отечественной войны, в 1943 году, с целью обеспечения электроэнергией золотодобывающих предприятий. Строительство станции предполагалось осуществить в две очереди, первая очередь (с отметкой уровня водохранилища 112 м) была принята в эксплуатацию 21 декабря 1949 года. Вторая очередь (с отметкой уровня водохранилища 117 м) построена не была, гидроузел в постоянную эксплуатацию принят не был. До 1958 года Верхотурская ГЭС работала изолированно, обеспечивая, в том числе, работу электрифицированной железной дороги Свердловск-Серов, затем была подключена к единой энергосистеме. С 2006 года собственником станции является ОАО «ТГК-9», ГЭС входит в состав её Свердловского филиала; в 2014 году, в рамках консолидации активов КЭС Холдинга, ОАО «ТГК-9» было присоединено к ОАО «Волжская ТГК» (позднее переименованное в ПАО «Т Плюс»).